# عزلة بني عمر (تعز)

تعديل مصدري - تعديل

عزلة بني عمر هي إحدى عزل مديرية الشمايتين في محافظة تعز اليمنية ويبلغ تعداد سكانها 11446 نسمة حسب التعداد السكاني في اليمن لعام 2004.